# Světlá pod Ještědem
Světlá pod Ještědem é uma comuna checa localizada na região de Liberec, distrito de Liberec‎.